# Tegneby kyrka
Tegneby kyrka är en kyrkobyggnad i Orusts kommun. Den tillhör Tegneby församling i Göteborgs stift.
Tegneby kyrka är uppförd på en liten höjdsträckning, obetydligt högre än det öppna landskapet i omgivningen, som består av ett delvis kulligt och delvis platt område, bestående av åkrar och fält och i förlängningen omgivet av berg och öar. Landskapet ligger ungefär i mitten av södra Orust och kyrkan ligger ett par kilometer in från Orusts södra havskust mot Stigfjorden. Kyrkan ligger cirka 300 meter norr om länsväg 178.

## Kyrkobyggnaden
Tegneby kyrka är en enskeppig salkyrka, som består av ett långhus av sten (natursten) och tegel, ett torn av sten och trä i väster, och i öster ett smalare, något lägre och femsidigt kor av samma material som långhuset, som senare fått annan användning. Långhuset och koret började uppföras 1891 i ursprungligen mycket sirlig och utsmyckad nygotik (senare borttaget, se nedan) och ersatte en tidigare medeltida mindre kyrka (se nedan). Bygget slutfördes 1892. Tornet, byggt under åren 1692, 1701 och 1705, bibehölls dock från den gamla kyrkan och anslöts därvid till den i övrigt nya kyrkan. Stenfasaderna, inklusive tornets nedre del är spritputsade och avfärgade i vitt, men med en sockel av synlig och oputsad granit.
Kyrkans huvudingång är som brukligt i väster, in genom vapenhuset i tornets bottenvåning. En rektangulär stentrappa med ramper åt båda håll, leder upp till den brunmålade panelklädda dörren. Denna dörr har nygotisk utformning med kraftiga svarta smidesbeslag och sitter i en spetsbågig nisch utan överljusfönster. Ovanför dörren sitter mitt i nischen istället en lampa. Ytterligare ingångar finns på norra och södra långsidorna och de har särskilt utbyggda vindfång. Dörrarna där liknar västportens dörr. Fönstren är höga och spetsbågiga spröjsade träfönster, målade i brunt.
Kyrkans tak utom tornet (se nedan) är täckt med stora skivor av (hak)falsad grönmålad förzinkad plåt (ihakat storplåtsformat) och utgör över långhuset ett sadeltak, medan det lägre koret täcks av ett eget av valmat tak. Taket sträcker sig också något längre ner över vindfången över nord- och sydportalerna.  Under takfoten finns en putsad och tandad taklist (så kallad tandsnittsdekoration).

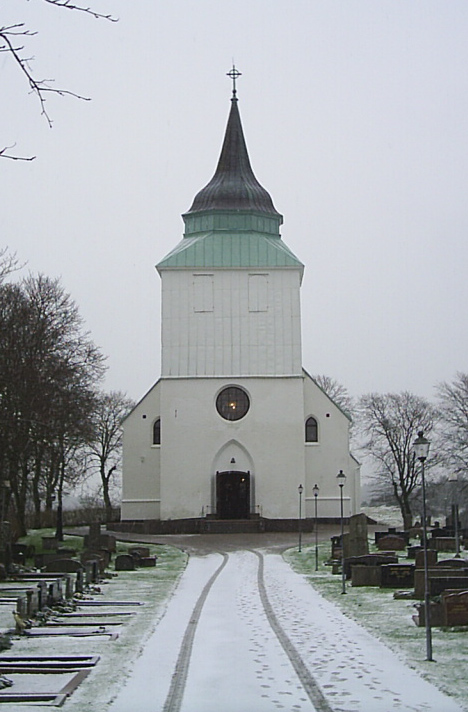
Tornet och kyrkan från väster

### Tornet
Kyrktornets nederdel (vapenhuset och halva första våningen däröver) är av sten, medan överdelen (halva första våningen och klockvåningen) är av trä. Den senare trädelen är klädd med vitmålad plåt som täcker en locklistpanel i trä och därför ser ut som en sådan vitmålad locklistpanel. Strax ovanför västporten finns i tornets västra stenmur ett runt fönster för ljusinsläpp till tornets första våning ovanför bottenvåningen med vapenhuset. På tornets norra och södra sidor finns däremot inga fönster, utan där sitter två stenar med reliefer inmurade, på norrsidan med ett karvsnittsmönster och på sydsidan med ett djurhuvud.
I överdelen av tornet finns dubbla rektangulära vitmålade (samma färg som tornet i övrigt) ljudluckor i alla väderstreck. I söder och norr är luckorna överst och listen ovanför dem inte helt rektangulära utan dessa överdelar är något rundade som en rundbåge, däremot inte i öster och väster där luckorna är helt rektangulära. I öster över långhuset finns ljudluckorna precis ovanför taket och får där heller inte plats i sin hela rektangulära längd. Därför är ljudluckornas där modifierade undertill för att få plats ovanför taket genom en diagonal avskärning efter lutningen på taket. Ljudluckorna där får där därför närmast en trekantig utformning.
Torntaket har ett nedre fyrsidigt takfall med avfasade hörn (det vill säga åttkantig med fyra större takfall åt de fyra väderstrecken). Ovanför det nedre takfallet finns en kortare åttkantig tornspira i form av en helt plåttäckt sluten lanternin (inga öppningar) och däröver en kort men spetsig spira med svängda sidor nederst över lanterninen. Hela torntaket är klätt med kopparplåt.

## Interiörens huvuddrag

### Kyrkorummet och dess karaktär. Takkonstruktionen
Det ganska rymliga kyrkorummet upplevs som intimt. Det beror på takets utformning och på färgsättningen, som utgörs av en vacker brytning mellan inredningens och andra detaljers bruna färgnyanser och de ljusa väggarna och taket.
Inredningen är hållen i mer eller mindre mörkbruna nyanser som bryter vackert mot de ljust beigevita väggarna och mot tunnvalvet i ungefär samma vita nyans (något gråvitare). Den platta delen av taket, ett brädtak, är målat i ljusbrunt medan bockkonstruktionens bjälkar är målade i mörkbrunt. Bänkar, delar av läktare, läktarpelare och dörrar är målade i brunt (varken ljusbrunt eller mörkbrunt).
Innertaket är till största delen ett senare en byggnadstiden byggt modernt tunnvalv i trä (hopfogade brädor), som är smalare än bredden mellan långhusväggarna i söder och i norr. På vardera sidan om tunnvalvet, vid och längs med de båda ytterväggarna har taket istället har drygt en meter breda plana partier. Därunder finns konsoler i väggarna som taket vilar på. Detta tak är lägre än det ursprungliga innertaket från nybyggnationen 1891, som befinner sig i vindsvåningen ovanför och det takets ursprungliga bemålning är där fortfarande bevarad. – Eftersom tunnvalvet alltså är smalare än själva kyrkorummet och också lägre än det ursprungliga nygotiska taket, ger det en intimare upplevelse av rummet.
De enkla konsoler av trä som bär upp taket, är synligt profilerade som en del av kyrkorummet genom synliga bjälkar. De är uppsatta i form av enkla trekantiga bockkonstruktioner vertikalt på väggarna mellan fönstren. Även detta ger kyrkorummet en intimare karaktär. Bockkonstruktionerna består av en längre vertikal bjälke längs med ytterväggen och däröver en bredsida som sträcker sig horisontellt ut dikt an under den platta delen av taket från väggen in mot kyrkorummet. Däremellan finns en tvärslå, en bjälke som löper diagonalt mellan de båda andra vertikala och horisontala bjälkarnas ändar ut mot kyrkorummet och in mot väggen.
Bockkonstruktionerna är fastsatta i väggarnas murar genom en kortare plant gående inmurad bjälke. Fyra av de sammanlagt tolv bockkonstruktionerna är mot koret till (utom den innersta) dubbla, med sex bjälkar vardera (för att bära upp ett bredare mellanrum över syd- och nordportalerna), medan övriga tio endast består av tre bjälkar vardera (förutom den inmurade fästningsbjälken).
Golvet inne i långhuset är ett lackat trägolv, som huvudsakligen sannolikt är från byggnadstiden. Väggarna är slätputsade och målade i ljust beigevit färg, liksom taket i tunnvalvet, partiet närmast ytterväggarna är dock som nämnts i målat i mellanbrunt. I lillkyrkan är det tidigare korets blå och stjärnbeströdda valv från kyrkans byggnadstid och har bibehållits i ursprunglig stil och i ursprungliga färger.
Ingångar till långhuset finns i väster från vapenhuset, samt mitt på norra och södra långsidorna. I dessa ingångar finns spegeldörrar, det vill säga dörrar med utsnidade försänkta partier i trä, men med glaspartier i överdelens speglar. De har en nygotisk utformning liksom långhuset i övrigt och är målade i brunt. I norr och söder leder dessa ut till vindfång (farstu) innanför de egentliga ytterdörrarna, vars insida är klädd med panel, med ett synligt ramverk. Allt detta är sannolikt från byggnadstiden (med tanke på utformningen i nygotik). I väster under läktaren sitter dessutom en modernare dörr, samtida med läktarunderbyggnaden. Fönsteröppningarna är höga och nygotiskt spetsbågiga och innehåller spröjsade träfönster med innanfönster, och fönsterbågarna och spröjsen är här målade i ljust beigevit färg, liksom väggarna (se ovan).
Kyrkans bänkar utgörs av en öppen bänkinredning (det vill säga utan dörrar), som är fristående från väggarna, det vill säga med både mittgång och sidogångar längs med väggarna. De har figursågade gavlar med treklöverformad överdel, och med små armstöd. Bänkskärmarna mot koret är indelade i smala spetbågiga fält. De är målade i brunt, med en del ljusare bruna fält och med blå och rödbruna dekorationer. De är också från byggnadstiden, men är något ombyggda invändigt, samt har kortats av ytterst mot mittgången.

### Nya koret och gamla koret, den så kallade ”lillkyrkan”
Koret har invändigt sedan en restaurering 1937-1938 en rak avslutning åt öster, med en hög och bred spetsbågig nisch, som altaruppsatsen är placerad framför. Korgolvet är två steg högre än i långhuset. Öster om detta kor finns det äldre femsidiga koret från kyrkans nybyggnadstid (se nästa stycke). Genom att det gamla koret avskildes från kyrkan kunde den gamla altaruppsatsen, som även fanns dessförinnan i den nya kyrkan fast i förändrad form, återinsättas i sin ursprungliga form. Altartavlan är i barockstil, en stil hos altare och predikstolar som går igen hos många bohuslänska kyrkor (se uppräkning nedan).
Det äldre femsidiga koret från kyrkans nybyggnadstid är nu istället ett mindre kyrkorum, som används som så kallad "lillkyrka" och som har en ingång bakom det nya korets gamla altartavla. Det var dock sakristia fram till 1960-talet, så en ny sådan inreddes under läktaren (se nästa avsnitt). Lillkyrkan är ett femsidigt, smalt och relativt högt kyrkorum, med ett putsat ribbvalv som är målat i ljusblått med stjärnor. Det får ljus genom fem höga spetsbågiga fönster i varje yttre väggparti. – Det är således ett typiskt gotiskt kor (enligt nygotisk schablon) och är något lägre i tak (men ändå högt tak), än övriga kyrkan. Lägre smalare kor eller absider är tidstypiskt för den ursprungligen medeltida gotiken och har sin grund i romanska kyrkors absider. – Golvet i lillkyrkan är av lackat trä.

### Läktare, vapenhus och tornrum
Under läktaren i väster finns läktarunderbyggnader som byggdes 1963 efter ritningar av J Olivegren. De innehåller rum för olika verksamheter: samlingsrum på sydsidan och sakristia på norrsidan. Underbyggnadernas framväggar går ända fram till läktarens framkant. Väggen mot kyrkorummet klädd med vitlaserad panel, med glas i partierna närmast ytterväggarna och upp mot läktarens undersida. Sakristian har en enhetligt utformad inredning, med bland annat ett altare av obehandlat trä.
Vapenhuset befinner sig I tornets bottenvåning och har ett golv av gult tegel, vitputsade väggar och ett vitmålat pärlspontstak. Trappor till läktaren befinner sig där på norr- och sydsidorna. Ytterportens insida är klädd med panel med ett synligt ramverk. Dörrar till kyrkorummet är de nämnda spegeldörrarna med glaspartier i överdelen med nygotisk utformning. Vapenhusets inredning är helt och hållet från byggnadstiden. Rummet en trappa upp, första tornvåningen är inrett på samma sätt och har ett helrunt fönster i väster.

## Inredning

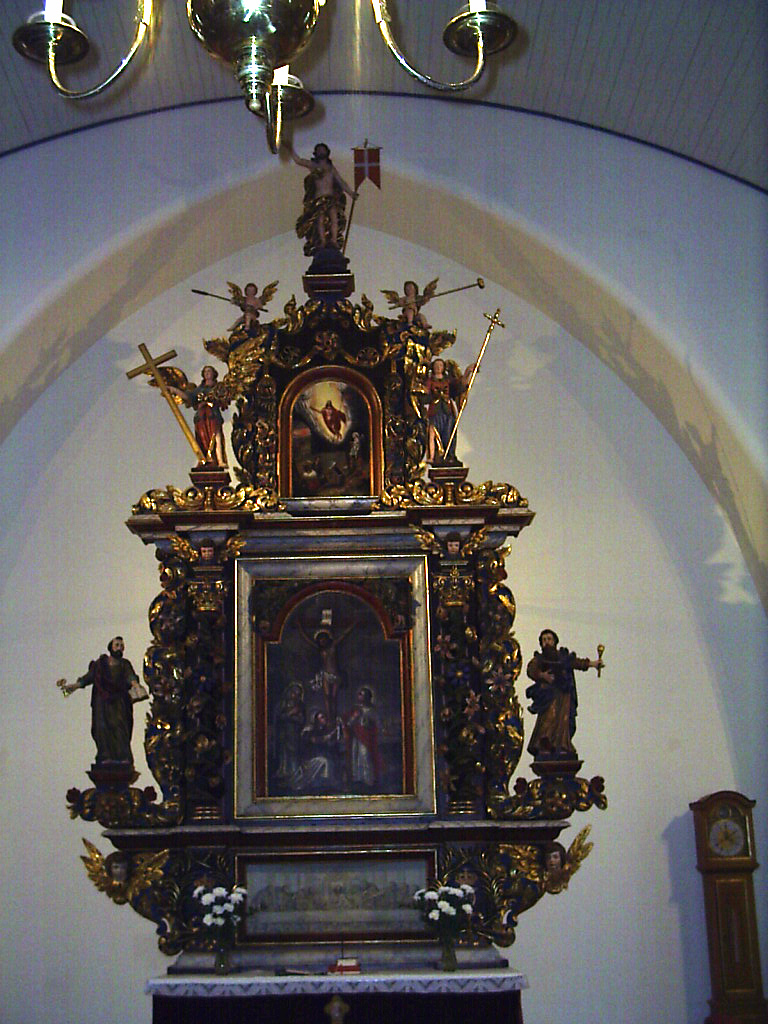
Altartavlan som ursprungligen stod i Marstrands kyrka

### Altare och altarring
Altaret har ett altarbord av trä, vilket är från nybyggnadstiden och är placerat ett stycke framför östra korväggen för att inte täcka över dörren in till lillkyrkan (se ovan). Det är målat i olika bruna nyanser och sidorna är indelade i fält med nygotiska detaljer.
Altaruppsatsen är placerad på altarbordets bakkant och är en stor uppsats i barock. Barocken är vanlig i bohuslänska kyrkor, men motsvarande altartavlor i barock i andra bohuslänska kyrkor är då i en något annorlunda barockstil och liknar då mer Tegneby kyrkas predikstol, eftersom de är indelade i djupa nischer med utstående pelare (pilastrar) eller konsoler emellan och som också har mycket snarlika motsvarigheter i en del bohuslänska kyrkor (se uppräkning med mera nedan). Tegneby kyrkas altaruppsats har en mer rikt skulpterad barock, som skiljer sig en del från dessa motsvarigheter. Det beror troligen på att den ursprungligen beställdes för och uppsattes i stadskyrkan i Marstrand, Marstrands kyrka. Senare inköptes den av Tegneby socken.
Bildframställningarna på altaruppsatsen, som idag alltså är helt återinsatt, utgörs av tre tavlor ovanför varandra. Underst finns en bred men låg relief föreställande nattvardens instiftande. Ovanför denna befinner sig den stora altartavlan med altaruppsatsens huvudmotiv, som föreställer Kristi korsfästelse och som är en målning på trä. Altaruppsatsen avslutas överst med rundbågig överdel och i den finns en mindre rundbågig målning, föreställande Kristi himmelsfärd.

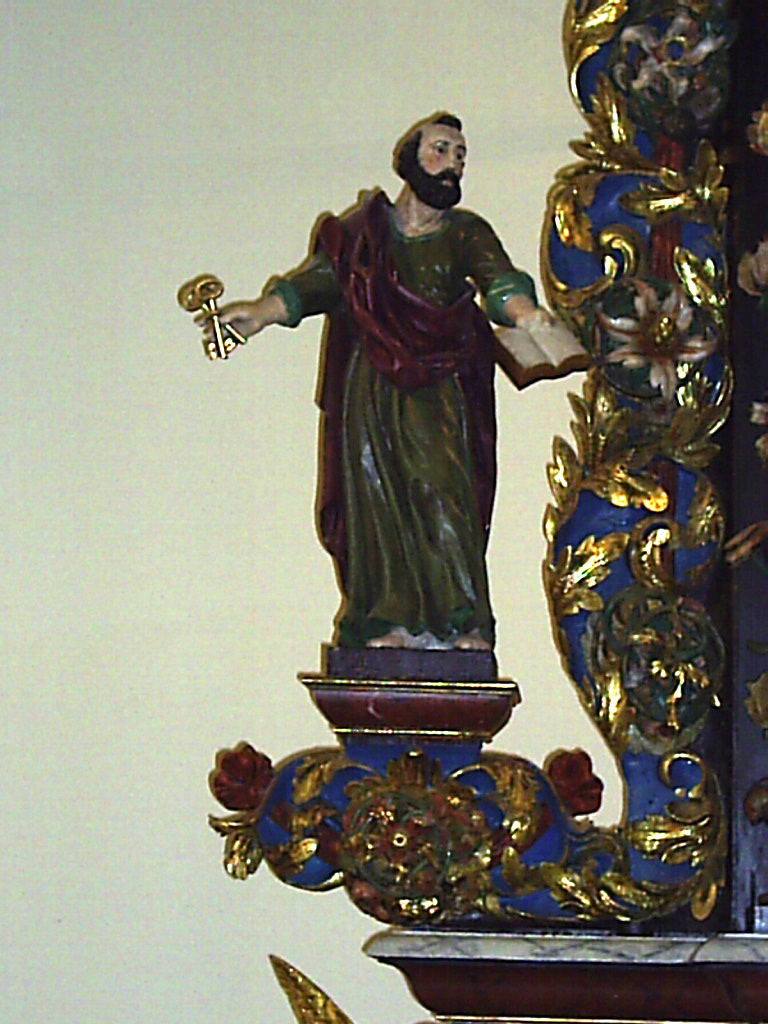
Detalj av altartavlan: Aposteln Petrus med sitt helgonattribut, himmelrikets nycklar

Altaruppsatsen är tillverkad av Niels Läs (eller Niels Läse) och uppsattes alltså först i Marstrands kyrka år 1696, och målades under samma tid av Eric Grijs. Den inköptes av Tegneby socken 1807. Denna gamla altaruppsats i sitt ursprungliga skick återinsattes efter renoveringen 1939, efter att målningarna i den (men inte sidoutsmyckningarna i barockstil) hade ersatts av gipsreliefer av Carl Johan Dyfverman med samma motiv som i dagens gamla tavlor i altaruppsatsen vid nya kyrkans byggande 1890-1892.
När den gamla altaruppsatsen återinsattes togs dock inte den ursprungliga nattvardsscenen med i den undre delen av uppsatsen, där istället den vita gipsreliefen av Carl Johan Dyfverman med samma motiv ännu finns kvar. Den har för övrigt samma motiv som målningen Nattvarden av Leonardo da Vinci. Dyfvermans uppståndelsescen som sattes in i altaret efter nybygget 1891 hänger däremot idag på annan plats i kyrkan, förutom korsfästelsescenen, vilken istället har uppsats som altaruppsats i Nösunds kapell, som också tillhör och ligger inom Tegneby församling.
Målningarna är omgivna av ett rikt skulpterat bladverk och flera skulpturer. Den större korsfästelsemålningen är flankerad av två vridna kolonner och ovanför dem finns två änglahuvuden med vingar. Utanför, vid sidorna av dessa kolonner finns två skulpturer föreställande aposteln Petrus till vänster och till höger troligen Paulus. Ovanför kolonnerna vid mittpartiet finns på båda sidor av den rundbågiga överdelsmålningen med himlafärdsmotivet två korsbärande vingbärande kvinnofigurer (änglar), som alltså har stora kors stående framför sig i händerna. Förutom dessa änglaskulpturer omger däröver, en ängel med trumpet till höger och med en lans till vänster, himlafärdsmålningen. Överst kröns den översta himlafärdsmålningen av en skulptur av Kristus som i höger hand håller en stång med segerfanan i form av en dansk flagga.
Altarringen är rund och är öppen i sidorna framför altaret så man kan gå in framför altaret utan dörröppningar eller dylikt. Sidan är indelad i kvadratiska fält, och den är genombruten med femklövrar (hål i form av femklövrar) inom runda förgyllda rundlar. För övrigt är altarringen målad i brun lasering och har ett djuprött tyg på knäfall och överliggare. Altarringen är i sin helhet från byggnadstiden då kyrkan revs och byggdes upp, men byggdes om 1938.

### Predikstol

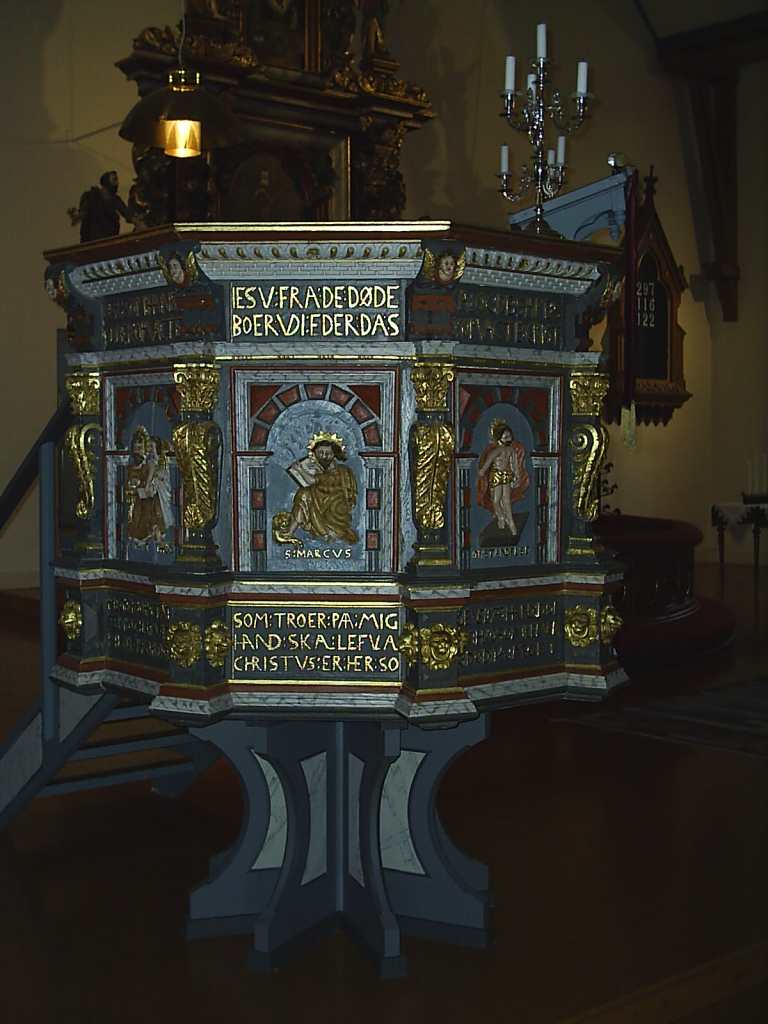
Predikstolen tillverkad 1638

Predikstolen är gjord i barockstil och är tillverkad 1638. Den är mycket snarlik predikstolar i barock, vilka som nämnts finns i flera andra bohuslänska kyrkor som till exempel Valla kyrka på Tjörn, Norums, Ucklums, Spekeröds och Kareby kyrkor utanför Stenungsund och Kungälv med flera. Den är placerad på korets norra sida, men är fristående från väggen och vänd mot bänkarna i väster. Predikstolens korg, den större delen, utgör den bevarade delen i ursprunglig barock, medan foten och trappan är utförda under modern tid.
Korgen är ett barockarbete målat i blått med röda och grå dekorationer samt förgyllningar. På sidorna är försänkta reliefer mellan skulpterade framstående pelare (om dem se nästa stycke). Relieferna innehåller evangelisterna, samt den uppståndne Kristus. Relieferna sitter inom skulpterade arkadbågar, med textfält över och under. I textfälten löper bibelcitat på danska. Överst står det: "DER SOM HANS AAND DET OPVACTE IESU FRA DE DØDE BOER UDI EDER, DA SKA OC DE SAME SO OPVACTE CRISTU FRA DE DØDE GIØRE EDERS DØDELIGE LEGEE LEFVENDIS. ROM CP8. I svensk översättning: ”Eftersom hans ande som uppväckte Jesus från de döda, bor uti eder, då skall också den som uppväckte Kristus från de döda göra edra döda kroppar levande” (Romarbrevet  8:11). Underst står det: "IEG ER OPSTANDELSEN OC LIFVIT. HVO SOM TROER PAA MIG HAND SKA LEFVA LIGEVEL HAND DØER, OC HVO SOM LEFVER OC TROER PAA MIG HAND SKAL ALDRIG DØE. IOH CP XI. 1638." Översatt: ”Jag är uppståndelsen och livet. Den som tror på mig han ska leva om han än dör, och den som lever och tror på mig ska aldrig dö.” (Johannesevangeliet kapitel 11) samt "HVO VIL FÖRDØMME. CHRISTUS ER HER SO ER DØD, IA MEGET MERE DE SO ER OC OPVACT. ROM VIII". Översatt: ”[Vem kan anklaga Guds utvalda? Gud frikänner,] vem kan då fälla [=fördöma]. Kristus är den som har dött och därtill den som har uppväckts” (Romarbrevet 8:34, inklusive inledningen i 8:33 inom klamrarna före).
I hörnen sitter konsolformade pilastrar, stående på utskjutande piedestaler i nederdelen. Över pilastrarna finns konsoler, som är försedda med små änglahuvuden och som bär upp den profilerade överkantslisten, som följer de utskjutande pilastrarna och djupt inskurna reliefernas form. Denna predikstol stod i den gamla kyrkan tills den revs. Sedan under tiden 1912-1938, stod den i Nösunds kapell. 1939 återinsattes den i kyrkan vid renoveringen och restaurerades samma år av Sven Gustafsson.

### Dopfunt

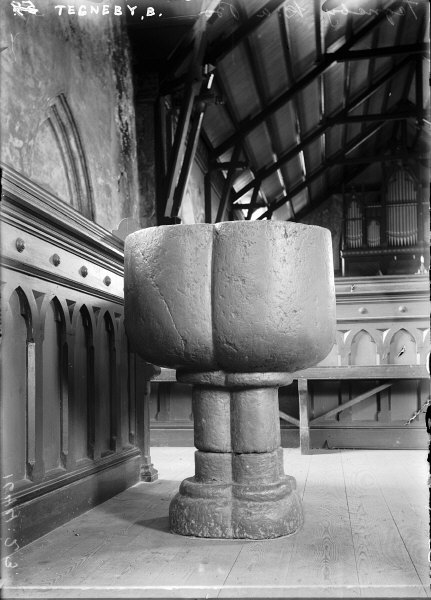
Dopfunten.

Dopfunten i täljsten är från 1200-talet och i två delar. Höjd: 89 cm. Cuppan är fyrpassformad och övergår via en vulst i ett kort skaft. Foten är fyrpassformad liksom cuppan och saknar ornamentik. Uttömningshål finns i funtens centrum och föremålet saknar större skador. Funten står i korets sydsida.

### Läktare och nummertavlor
Läktaren i väster bärs upp av rektangulära pelare med fasade kanter och dekorationer och har ett litet utskjutande mittparti. Läktarbröstningen är indelad i små smala fält med nygotisk utformning. Målad i bruna nyanser med blå dekorationer. Rummen under läktaren går ända fram till läktarens framkant. Läktaren är från byggnadstiden, men blev något ombyggd i mittpartiet i samband med att rummen inreddes under läktaren.
Kyrkan har två svarta nygotiska nummertavlor med förgyllda utsmyckningar och har en trepassformad (trekantig, husformad) överdel med skulpterade snidade utsmyckningar i form av bland annat spetsar, samt med profilerade och förgyllda ramverk. De är placerade på östra korväggen på ömse sidor om den spetsbågiga nischen. Siffertavlorna är målade i brun lasering och deras nygotiska utformning visar att de är från byggnadstiden.

### Klockor
I tornet hänger två kyrkklockor. Den äldsta är den senmedeltida storklockan, som är störst bland Bohusläns äldre klockor. Den reparerades på 1920-talet. Den yngre lillklockan är från 1855 och göts om 1923 av M. O. Ohlsson i Ystad.

### Orgel
Kyrkorgeln har ett modernt orgelhus och har piporna i fem rektangulära öppningar, de yttre och den mittersta högre än de mellanliggande. Det är målat i blå och ljusbruna toner och byggdes av Hammarbergs orgelbyggeri 1963 tillsammans med själva orgelverket.

## Historia och byggnadshistoria

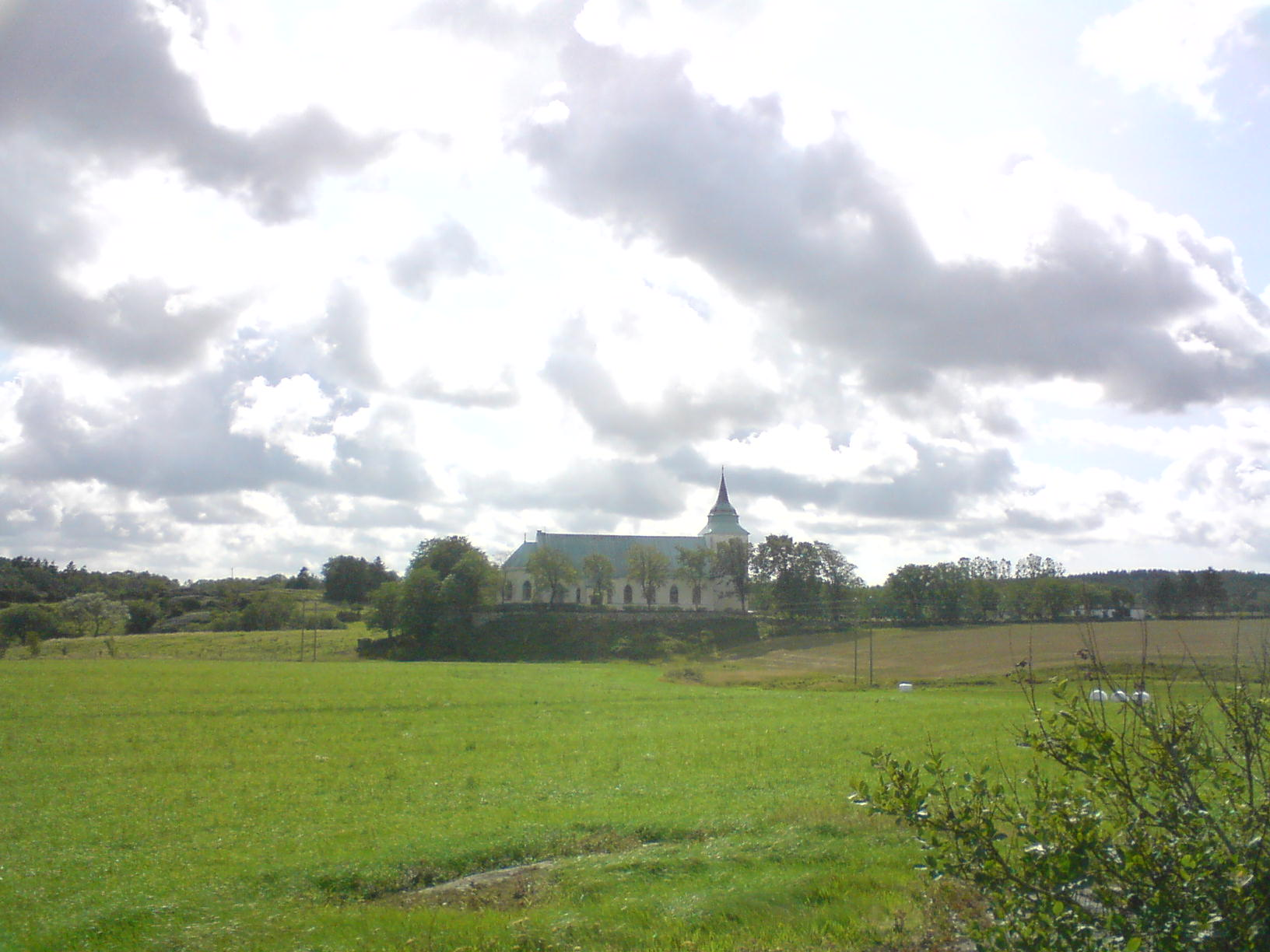
Kyrkan fotograferad från norr

### Förhistoria och ortnamn
Tegneby kyrka kan ha varit den första kyrkobyggnaden inom nuvarande Orusts och Tjörns kommuner. Kyrkplatsen har nämligen ett centralt läge i Orusts och Tjörns bygder, eftersom platsen ligger nära öarnas gemensamma geografiska centrum. Samtidigt är det inte särskilt långt till den havsfjord, Stigfjorden, som skär in emellan de stora öarna Tjörn och Orust (se mer om kyrkans läge överst i artikeln), så kommunikationerna till platsen var därför dessutom goda.
Kyrkan är eventuellt, bland annat med anledning av det centrala läget, byggd på en hednisk tempelplats, Rulla Hed, enligt lokala sägner. Platserna Hov och Gilleby, samt ett antal forntida gravar från sten-, brons- och järnåldern, tyder på en långvarig bebyggelse. Dessutom tyder ortnamnet med förleden Tegne- (genitiv pluralis av tegn, ’fri man, krigare’) på en viss status och därför som centrum i grannskapet. Namnet förekommer också på andra håll i Sverige (bland annat Tegnaby i Småland) och denna typ av ortnamn kan också jämföras med namn som Karlaby, Rinkeby, Rinkaby med flera.

### Nybygget 1890-1892. Senare fuktproblem
Tegnebys nuvarande kyrka ersatte som nämnts 1891 en medeltida föregångare på samma plats. Den gamla kyrkans torn, som uppfördes i tre etapper 1692, 1701 och 1705, fick stå kvar och byggdes sedan samman med den nya kyrkan.
Arkitekter för kyrkobygget 1890-1892 var Carl Möller och Adrian Crispin Peterson och ritningarna utfördes av Adrian Petersson. Kyrkan byggdes med fasader i tegel i tidstypisk sen nygotik, och även inredningen fick helt nygotisk stil. Liksom flera andra kyrkor med naturstens- och tegelfasader från denna tid (se till exempel Spekeröds kyrka (avsnitt)), fick även Tegneby kyrka tidigt fuktproblem. Redan 1905 målades interiören om av hantverkaren och målaren Anders Andersson, från Brattås på Orust. Vidare skedde 1911 en utvändig reparation, då byggnaden och dess murar dränerades från fukt samtidigt som skadat fasadtegel byttes ut.
Den 1807 inköpta altaruppsatsen från 1696, återanvändes som nämnts efter nybygget, men ändrades något, eftersom målningarna i uppsatsen då ersattes med gipsreliefer, men målningarna har senare återinsatts (se ovan under rubriken Altare och altarring).

### Genomgripande renovering 1937-1938. Konservatorsarbeten 1939 och 1959
Under 1930-talet var dags för en större renovering av kyrkan, och 1937-1938 skedde i samband med det en fullständig omgestaltning av kyrkan, delvis på grund av konstruktionens fuktproblem. Arbetena skedde under ledning av arkitekt Axel Forssén, som ungefär samtidigt, tio år tidigare, utfört samma arbete vid Spekeröds kyrka några mil från Tegneby –  se Spekeröds kyrka (avsnitt om kyrkans renovering 1926-1927). Byggmästare var Johan Olsson från Holm.
Den tidigare mer nygotiska karaktären försvann vid denna renovering nästan helt, genom att fasaderna spritputsades varefter kyrkan mer liknade en traditionell svensk eller bohuslänsk kyrka, det vill säga en barockkyrka, klassicistisk kyrka eller medeltida kyrka. Samtidigt revs strävpelarna utmed fasaderna ner, liksom gavlarna ovanför syd- och norrportalerna som tidigare bildat ett tvärskepp i kyrkan med sakristia i en av korsarmarna.
Invändigt fick kyrkorummet ett nytt innertak genom att dagens tunnvalv av trä slogs under de ursprungligen synliga takstolarna. Flera detaljer såsom läktarbröstningen och altarringen bekläddes nu istället med släta skivor i en enklare stil, liksom takkonsolerna under den platta delen av taket. Det gotiska koret i öster skildes från långhuset med en vägg och byggdes samtidigt om till sakristia, eftersom den gamla rivits tillsammans med tvärskeppsgavlarna. Vidare återinsattes också den gamla kyrkans predikstol från 1600-talet, som dessförinnan stått i Nösunds kapell, och altaruppsatsen återställdes. I kyrkans exteriör har få ändringar skett sedan dess.
1939 utförde konservator Sven Gustafsson en restaurering och konservatorsarbeten, konservering (ökande deras hållbarhet utan att förstöra deras konstnärliga och historiska värde) av altaruppsats och predikstol. 1959 skedde konservatorsarbeten i kyrkan igen, utförda av konservator Carl Otto Svensson.

### Invändiga ombyggnader i början av 1960-talet
I början av 1960-talet byggdes rummen in under läktaren, vilka fick en modernistisk utformning efter ritningar av Johannes Olivegren. I ett av dessa inreddes som nämnts en ny sakristia, som fick ett nytt modernt altarbord. Men sakristian i det äldre koret utrymdes inte och byggdes inte om till den nuvarande lillkyrkan förrän vid en renovering under åren 1989-1990 (se nedan). Samtidigt byggdes ovanpå läktaren en ny orgel upp med ett helt nytt orgelhus. 1969 lades dessutom taket om med ett nytt plåttak på södra sidan, samtidigt som hela taket målades om.

### Senare renoveringar, ombyggnader och konservatorsarbeten
1986-1987 genomfördes utvändiga underhållsarbeten och reparationer på kyrkan, då ommålning av olika detaljer skedde, putsen lagades och taken reparerades, samtidigt som plåten togs bort från dörrarna.
Senaste större invändiga renovering skedde 1989-1990, under ledning av Magnus Wångblad. Koret från 1937-1938 möblerades om en del genom att bland annat altare och predikstol flyttades något längre fram, samtidigt som skivinklädnader från 1937-1938 kring takkonsoler, altarring och läktarbröstning nu togs bort. I det ursprungliga koret revs nu dessutom den gamla sakristiinredningen ut, och här inrättades den nuvarande "lillkyrkan". Ny textilförvaring inrättades samtidigt. Predikstolen fick dessutom ett nytt underrede och kyrkorummet fick en ny färgsättning. Vid arbetet strävades efter att sammanfoga långhusinteriörens olika delar.
I samband med renoveringen 1989-1990 utfördes återigen konservatorsarbeten i kyrkan genom konservering av altaruppsats och predikstol och genom restaurering av altarring, altarbord och nummertavlor. Arbetena utfördes av konservator Anders Darwall. 2002 ökades tillgängligheten för funktionshindrade och äldre genom att rampen vid trappan invid huvudingången i väster kompletterades. Samma år utfördes återigen underhålls- och målningsarbeten på kyrkan exteriört.